# 11353 Guillaume
11353 Guillaume (1997 XX5) là một tiểu hành tinh vành đai chính được phát hiện ngày 5 tháng 12 năm 1997 bởi Khảo sát tiểu hành tinh OCA-DLR ở Caussols.